# Badenheim 1939
Badenheim 1939 (hebr. בדנהיים 1939) – powieść izraelskiego pisarza Aharona Appelfelda z 1980.

## Treść
Akcja powieści rozgrywa się w austriackim uzdrowisku (pierwowzorem mogło być np. Baden), wiosną 1939. Jak w każdym sezonie zaczynają tutaj zjeżdżać „do wód” przedstawiciele zamożnej i średniej klasy Żydów z całej Austrii. Są to ci sami goście, co w poprzednich latach, posiadający swoje zwyczaje i upodobania. Nic początkowo nie zwiastuje tragicznego losu, jaki ma ich spotkać już niedługo. Sezon upływa przy muzyce i dobrym jedzeniu. Jednak z czasem zaczyna narastać duchota wokół kurortu. Pojawiają się uregulowania dotyczące życia i ograniczenia w różnych sferach. W końcu uzdrowisko zostaje ogrodzone, a wewnątrz pozostają tylko Żydzi. Wszystko to odbywa się w bardzo kulturalny sposób – prawie wszyscy ze znajdujących się w Badenheim są przekonani, że wyjadą do Polski, gdzie uzyskają możliwość osiedlenia się i rozpoczęcia nowego, normalnego życia w czymś na kształt państwa żydowskiego. Polska i życie w niej, a także cechy narodu polskiego, urastają do najważniejszych tematów rozmów w kurorcie. W końcu Żydzi zostają zaprowadzeni na dworzec kolejowy do podstawionych wagonów bydlęcych. Jeden z bohaterów, doktor Pappenheim, do końca przekonany o dobrych intencjach władz, wygłasza ostatnią kwestię: Skoro wagony są takie brudne, to znaczy, że droga nie może być daleka.

## Tragizm
Tragizm powieści polega na kontraście między niewiedzą bohaterów o swoim dalszym losie a wiedzą czytelnika o tym, co się niebawem wydarzy. Bohaterowie do końca nie zdają sobie sprawy z czekającej ich Zagłady.
Środki wyrazu stosowane przez Appelfelda są bardzo skromne, opisy lakoniczne, a narracja spokojna. Tworzy to dodatkowe tło dla rozgrywającego się dramatu.

## Wydanie polskie
Polskie wydanie książki ukazało się w 2004. Przełożył Henryk Szafir.